# Kithira
Kithira (gr. Κύθηρα, trb. Kitira; historycznie Cytera) – grecka wyspa na Morzu Śródziemnym, historycznie część Wysp Jońskich. Leży naprzeciwko wschodniego cypla Półwyspu Peloponeskiego u wejścia do Zatoki Lakońskiej. Liczy ok. 279,6 km² i 3,35 tys. mieszkańców (2001). Głównym miastem jest Kithira (albo Chora).
Leży w administracji zdecentralizowanej Attyka, w regionie Attyka, w jednostce regionalnej Wyspy, w gminie Kithira.
Pagórkowaty i kamienisty teren jest wynikiem działalności silnych wiatrów i fal morskich, które utworzyły liczne zatoki i wysokie klify.
W przeszłości wyspa miała bardzo ważne znaczenie strategiczne ze względu na krzyżujące się tu szlaki morskie. Na początku II tysiąclecia p.n.e. wyspa znajdowała się pod wpływem cywilizacji minojskiej. W 424 p.n.e. kontrolę nad nią przejęły Ateny. Później wielokrotnie przechodziła z rąk do rąk, kolejno władali tu Rzymianie, Bizantyjczycy, Wenecjanie, Turcy. Jej mieszkańcy często padali też ofiarą grasujących tu piratów z rejonu Afryki Północnej. W latach 1800–1807 była częścią Republiki Siedmiu Wysp. Ostatecznie 21 maja 1864 wyspa została włączona do młodego państwa greckiego.
Wyspa w szczytowym okresie (1864) liczyła ok. 14 tys. mieszkańców, później liczba ludności zmalała ze względu na dużą emigrację do innych krajów i do Grecji kontynentalnej. Kithira leży w rejonie o wysokiej aktywności sejsmicznej, ostatnio notowane tu trzęsienie ziemi miało miejsce 8 stycznia 2006.
Wyspa posiada swój własny port w Diakofti, który obsługuje połączenia do Gythionu, Antikythiry, Pireusu oraz na Kretę i do Neapoli (port na Peloponezie). Istnieje tu także lotnisko w odległości 8 km od stolicy Kithiry.
Cytera – mit. Grec. gwiazda miłości; planeta Wenus, nazwana tak od wyspy Cytery”, która ujrzała jej narodziny”.